# Венцислав Петков (политик)
Венцислав Иванов Петков е български инженер и политик от „Има такъв народ“. Народен представител е от парламентарната група на „Има такъв народ“ в XLVII народно събрание.

## Биография
Венцислав Петков е роден на 16 декември 1985 г. в град Плевен, Народна република България. Завършва Лесотехническия университет в София.
На парламентарните избори през ноември 2021 г. като кандидат за народен представител е 3-ти в листата на „Има такъв народ“ за 15 МИР Плевен, но не е избран. На 15 декември 2021 г. става народен представител на мястото на избрания за министър на спорта Радостин Василев.